# Красный Торфяник (Брянская область)
Красный Торфяник — упразднённый в 1964 году посёлок в Стародубском районе Брянской области России. Входил в состав Картушинского сельсовета, в XXI веке — территория Занковского сельского поселения.

## География
Находился к югу от посёлка Березгуновка, у северной окраины деревни Громовка (Громовщина) (упразднена в 1979 году).
Климат умеренно континентальный.

## История
В 1964 году Указом Президиума Верховного Совета РСФСР посёлки Березгуновка, торфяников сушильного комбината (Торфяник Сушкомбинатаа) и Красный Торфяник, фактически слившиеся в один населённый пункт, объединены в посёлок Дружный.

## Инфраструктура
С 1930-х гг. велась добыча торфа.